# Albert Sacco
Albert „Al“ Sacco Jr. (* 3. Mai 1949 in Boston, Bundesstaat Massachusetts, USA) ist ein ehemaliger US-amerikanischer Astronaut. 
Sacco erhielt 1973 einen Bachelor in Chemieingenieurwesen von der Northeastern University und 1977 einen Doktortitel in Chemieingenieurwesen vom Massachusetts Institute of Technology.
Danach wurde Sacco Mitglied des Worcester Polytechnic Institute, an der er 1989 Professor wurde. Dort betreute er auch die Zeolith-Kristallwachstums-Experimente, die mit STS-73 in den Weltraum flogen.
Seit 1998 ist Sacco Professor an der Northeastern University in Boston.

## STS-50
Sacco war in der Ersatzmannschaft für die Mission STS-50 der Raumfähre Columbia. Diese Spacelab-Mission startete am 25. Juni 1992. 

## STS-73
Am 20. Oktober 1995 startete Sacco als Nutzlastspezialist mit der Raumfähre Columbia ins All. Auf dieser 16-tägigen Spacelab-Mission unter der Bezeichnung „United States Microgravity Laboratory (USML) 2“ wurden 16 Hauptexperimente in den Forschungsdisziplinen Material-, Verbrennungswissenschaften, Flüssigkeitsphysik und Biotechnologie durchgeführt.

## Privates
Albert Sacco ist verheiratet und hat vier Kinder.